# Lluís Canalda i Salamó
Lluís Canalda i Salamó (Santa Bàrbara, Montsià, c. 1896 – Barcelona, 23 de novembre de 1961) fou un tenor català.
Fill del farmacèutic Pablo Canalda. Estudià cant al Conservatori del Liceu de Barcelona. El 1914 actuà a Carmen, al costat de Concepció Supervia i Mercè Capsir, al Gran Teatre del Liceu de Barcelona. Aquell mateix any cantà, també amb Supervia, a Samson et Dalila. Aviat s'especialitzà en papers wagnerians (Siegmund, Parsifal, Tristany, Sigfrid), que cantà al Liceu, al Coliseo dos Recreios de Lisboa, al Teatro Regio de Torí o al Teatro Real de Madrid. El 1918 estrenà La llama, obra pòstuma de José María Usandizaga. Enregistrà diversos fragments d'òperes de Wagner, Puccini i Leoncavallo i cantà per darrera vegada al Liceu el 1926, amb unes memorables funcions de Parsifal, al costat de la companyia alemanya que representava l'obra. Cantà també a l'estranger i va triomfar a Itàlia. Després es va dedicar a la formació. Un carrer de Tortosa porta el seu nom.